# VK Adriatic Šibenik
Vaterpolo klub "Adriatic" (VK Adriatic; Adriatic; Adriatic Šibenik) je bio muški vaterpolski klub iz Šibenika, Šibensko-kninska županija.  

## O klubu
Klub je osnovan 2006. godine. Od 2009. godine se natjecao u 2. HVL, a 2015. godine ulazi je član 1. B lige, 
koju te sezone i osvaja. 
 
Te sezone je u 1. B ligi bio i VK "Šibenik", 
koji je prethodno bio član Prve hrvatske lige i Jadranske lige, drugoplasirani u Kupu LEN u sezoni 2006./07., ali u velikim financijskim i organizacijskoim teškoćama, te se javila potreba o jačem klubu u Šibeniku, koji bi se vratio u Jadransku ligu i prvenstvo Hrvatske. U kolovozu 2015., nakon više problema i odugovlačenja, dolazi do spajanja dva kluba u novi klub "Solaris", koji preuzima "Adriaticovo" mjesto i i organizaciju, te se oslanja na "Šibenikovu" tradiciju ("Šibenik" s također ranije nazivao "Solaris"). 

 
 
Novoformirani "Solaris" od sezone 2015./16. redovito nastupa u A-2 Jadranskoj ligi i prvenstvu Hrvatske. 
Uz seniore su u klubu djelovale i selekcije nada, kadeta i mlađih juniora.

## Uspjesi
1. B liga
- prvak: 2015.

## Unutrašnje poveznice
- VK Solaris Šibenik
- Vaterpolski klub Šibenik
- OVK Adriatic Šibenik

## Vanjske poveznice
- hvs.hr (stare stranice), Adriatic[neaktivna poveznica]
- sportilus.com, VATERPOLO KLUB ADRIATIC
- sibenskiportal.rtl.h, VK Adriatic  Arhivirana inačica izvorne stranice od 6. kolovoza 2020. (Wayback Machine)
- sibenik.in, VK Adriatic[neaktivna poveznica]